# 山河无恙在我胸
《山河無恙在我胸》是中國大陸歌手蔡徐坤和佟麗婭共同演唱的一支單曲。該歌曲由音樂人李茜和宋秉洋共同創作，並由音樂人陳俊廷和宋秉洋共同製作。該歌曲作為單曲由中共雲南省委宣傳部和雲南廣播電視台於2020年3月24日發行，是抗擊2019冠狀病毒病公益歌曲。

## 現場表演
2021年2月4日，蔡徐坤出席「中央廣播電視總台網絡春節聯歡晚會」，並在該節目演唱歌曲《山河無恙在我胸》。

## 其他版本
2020年4月3日，雲南廣播電視台發行該歌曲的英文版《Fight as One》，並由香港歌手陳奕迅和臺灣歌手蔡依林共同演唱。

## 人員
| - 和亞寧－出品人 - 李茜－總策劃 - 沈詩儀－監制 - 袁友軍－音樂推廣 - 王雅君－音樂統籌 - 范宇航－視頻統籌 - 李曉風－視頻統籌 - 黃潔龍－視頻統籌 - 李曉濤－視頻導演 - 譚軻－視頻導演 - 付京－視頻導演 - 陳俊廷－配唱製作人、錄音工程、混音工程 - 蔡呈昕－配唱製作人 - 張加－錄音工程 - 張憲華－錄音工程 - 吳哲－藝人統籌 - 張欣－音樂發行統籌 - 金海蓮－音樂發行 - 全苗苗－音樂發行 - 邱黎－製作助理 | - 張萌－製作助理 - 任國華－製作助理 - 蒙翠玲－製作助理 - 楊牧－後期統籌 - 念明黨－後期統籌 - 譚茜－後期統籌 - 徐昌榮－後期包裝 - 張榮愷－後期包裝 - 陳揚－後期包裝 - 劉鵬－後期包裝 - 武志敏－美術編輯 - 鄒雁鵬－美術編輯 - 歐陽鵬－視頻編輯 - 張黎－視頻編輯 - 譚勁勰－視頻編輯 - 洪芳曉－資料整理 - 戴宇－資料整理 - 紅葉少年合唱團－伴唱 - 雲南藝術學院附屬藝術學校－伴唱 - 紅旗小學合唱團－伴唱 |

## 發行歷史
| 地區     | 發行日期      | 格式     | 唱片公司                          |
| -------- | ------------- | -------- | --------------------------------- |
| 中國大陸 | 2020年3月24日 | 串流媒體 | 中共雲南省委宣傳部 雲南廣播電視台 |